# Jython
Jython — реалізація мови програмування Python для віртуальної машини Java.
За мету проекту поставлено задачу створити сумісний із Python інтерпетатор на наборі бібліотек для віртуальної машини Java. Jython — одночасно і компілятор і інтерпретатор. Програми, що виконуються в середовищі Jython можуть одночасно використовувати класи мов Java і Python, використовуючи, наприклад, класи стандартної бібліотеки Swing.
Інтерпертатор Jython дозволяє звертатись та працювати з класами Java, через що Jython набув поширення для написання прототипів, скриптів тестування Java програм.
Jython добре сумісний з Python, дозволяючи використовувати такі фреймворки як Django.
Недоліком Jython було значне відставання від офіційної реалізації Python протягом останнього часу. Унаслідок цього багато бібліотек були несумісні з Jython, бо використовували уже давно запроваджені можливості Python, які ще не підтримував Jython.
| версія | випуск Python | випуск Jython |
| ------ | ------------- | ------------- |
| 2.7    | 07/2010       | 05/2015       |
| 2.5    | 09/2006       | 06/2009       |
| 2.2    | 12/2001       | 08/2007       |
| 2.1    | 04/2001       | 09/2002       |
| 2.0    | 10/2000       | 01/2001       |

WebLogic і Websphere мають засоби автоматизації налаштування — WebLogic Scripting Tool (WLST) і wsadmin відповідно, які використовують Jython. Дотепер вони використовують дуже старі версії — Jython 2.1, та у Weblogic 11g R1, випущеному у листопаді 2009, Jython 2.2.